# IC 3368
IC 3368 је елиптична галаксија у сазвјежђу Береникина коса која се налази на листи објеката дубоког неба у Индекс каталогу.
Деклинација објекта је + 16° 25' 38" а ректасцензија 12h 27m 20,5s. Привидна величина (магнитуда) објекта IC 3368 износи 15,0 а фотографска магнитуда 16,0. IC 3368 је још познат и под ознакама VCC 994, PGC 40835.